# Peekskill Valley Railroad
| Peekskill Iron Works bei Peekskill im US-Bundesstaat New York |                     |                                                         |                                                         |
| Topographische Karte von Cornelius Clarkson Vermeule, 1891 |                     |                                                         |                                                         |
| Spurweite: | 610 mm (2-Fuß-Spur) |                                                         |                                                         |
| |                     |                                                         |                                                         |
| \| \| 0,0 \| Peekskill Iron Works \| Peekskill Iron Works \| \| \| 11,3 km \| Peekskill, New York \| Peekskill, New York \| \| \| \| New York Central and Hudson River RR, heute Metro-North \| \| |                     |                                                         |                                                         |
| Betriebs-/Güterbahnhof Streckenanfang (Strecke außer Betrieb) | 0,0                 | Peekskill Iron Works                                    | Peekskill Iron Works                                    |
| Betriebs-/Güterbahnhof Streckenende (Strecke außer Betrieb) | 11,3 km             | Peekskill, New York                                     | Peekskill, New York                                     |
| Bahnhof quer |                     | New York Central and Hudson River RR, heute Metro-North | New York Central and Hudson River RR, heute Metro-North |

Die Peekskill Valley Railroad war eine 11,3 km lange Schmalspur-Werksbahn bei Peekskill im US-Bundesstaat New York. Sie wurde 1873 eingeweiht. 

## Lage und Geschichte

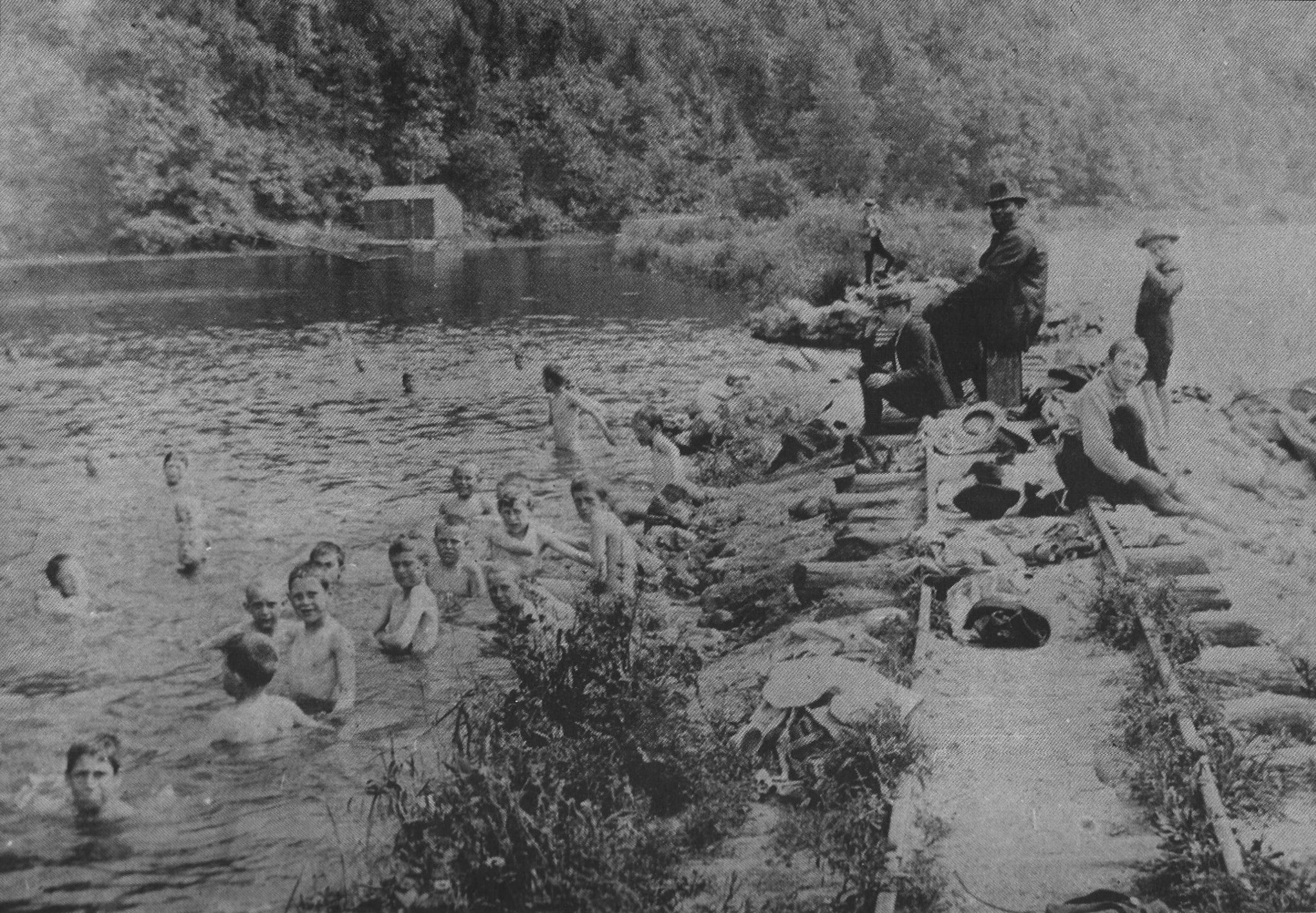
Abram Hallenback beaufsichtigt schwimmende Kinder am Annaville Creek bei Peekskill

Die Peekskill Valley Railroad wurde 1873 von der Peekskill Iron Company von ihren Hochöfen in Peekskill, Westchester County, bis zu einer Haltestelle der New York Central and Hudson River Railroad gebaut. Die Spurweite betrug 610 mm (2 Fuß), und die Bahn war zum Zeitpunkt ihres Baus der schmalspurigste Frachtführer in den USA.
Nach anderen Quellen wurde hochwertiges Eisenerz der Croft oder Indian Lake Mines auf der Schmalspurbahn im Canopus Valley bergab zur Peekskill Blast Furnace der Empire States Ironworks am Annsville Creek transportiert. Das Bergwerk wurde 1887 stillgelegt und die Gleise 1910 zur Verschrottung abgebaut.
Der Oberbau und die Ausstattung waren sehr leicht gebaut. Das Gewicht der Lokomotive betrug vier Tonnen.